# Anett Schuck
Anett Schuck, född den 11 april 1970 i Leipzig, Tyskland, är en tysk kanotist.
Hon tog OS-guld på K-4 500 meter i samband med de olympiska kanottävlingarna 1996 i Atlanta.
Hon tog därefter OS-guld igen på samma distans i samband med de olympiska kanottävlingarna 2000 i Sydney.